# The Fast Mail
Pour plus de détails, voir Fiche technique et Distribution.
The Fast Mail est un film américain réalisé par Bernard J. Durning et sorti en 1922.

## Synopsis
Le cow-boy Stanley Carson est obligé de défendre la belle Virginia des attaques de son frère et de ses amis qui tentent de la déshonorer. Il doit alors faire face à des parieurs malhonnêtes qui, après l'avoir trompé sur une course de chevaux, kidnappent Virginia. En les poursuivant, il courra après eux dans un bateau, puis nagera, puis sautera dans un train à grande vitesse, puis dans une automobile à grande vitesse, pour finalement arriver à l'hôtel où Virginia est retenue captive. Ici aussi, Stanley ne perd pas de temps et, après avoir sauvé une famille d'un incendie, sauve enfin aussi la belle Virginia.

## Fiche technique
- Réalisation : Bernard J. Durning
- Scénario : Jacques Jaccard, Agnes Parsons, d'après la pièce The Fast Mail de Lincoln J. Carter[2]
- Production : William Fox
- Photographie : George Schneiderman, Don Short
- Distributeur : Fox Film Corporation
- Durée : 6 bobines[3]
- Date de sortie :
  - États-Unis : 20 août 1922

## Distribution

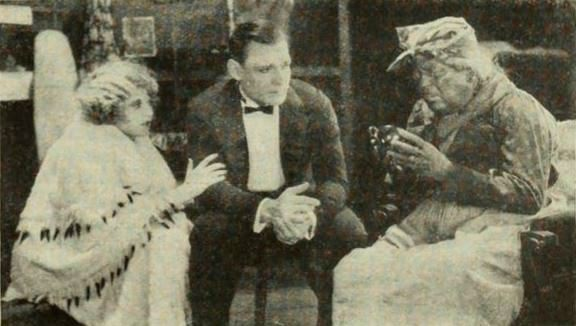
Eileen Percy et Buck Jones dans The Fast Mail.

- Charles Jones : Stanley Carson
- Eileen Percy : Virginia Martin
- James Mason : Lee Mason
- William Steele : Pierre La Fitte
- Adolphe Menjou : Cal Baldwin
- Harry Dunkinson : Harry Joyce